# Röda Korsets Högskola

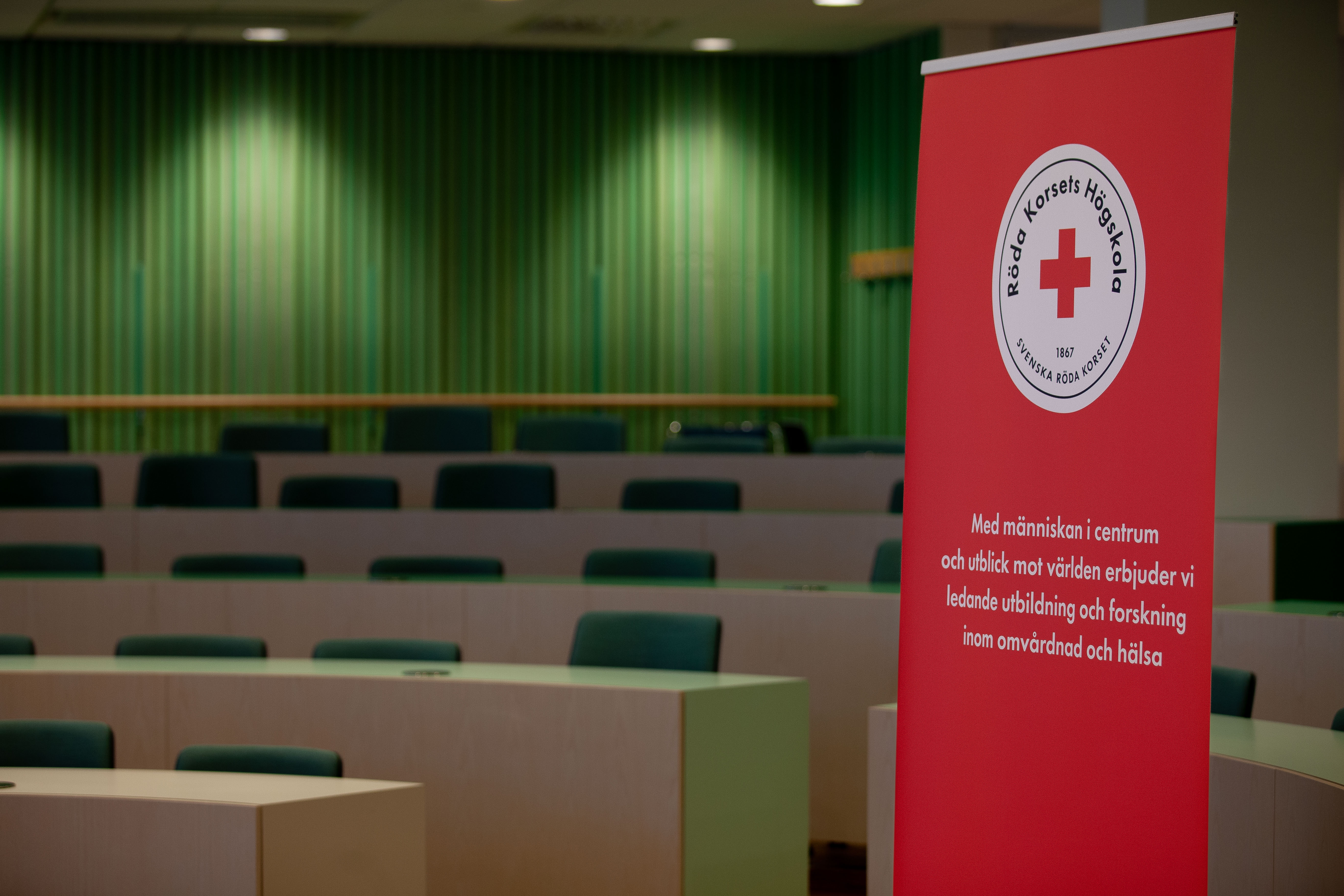
Röda Korsets Högskola

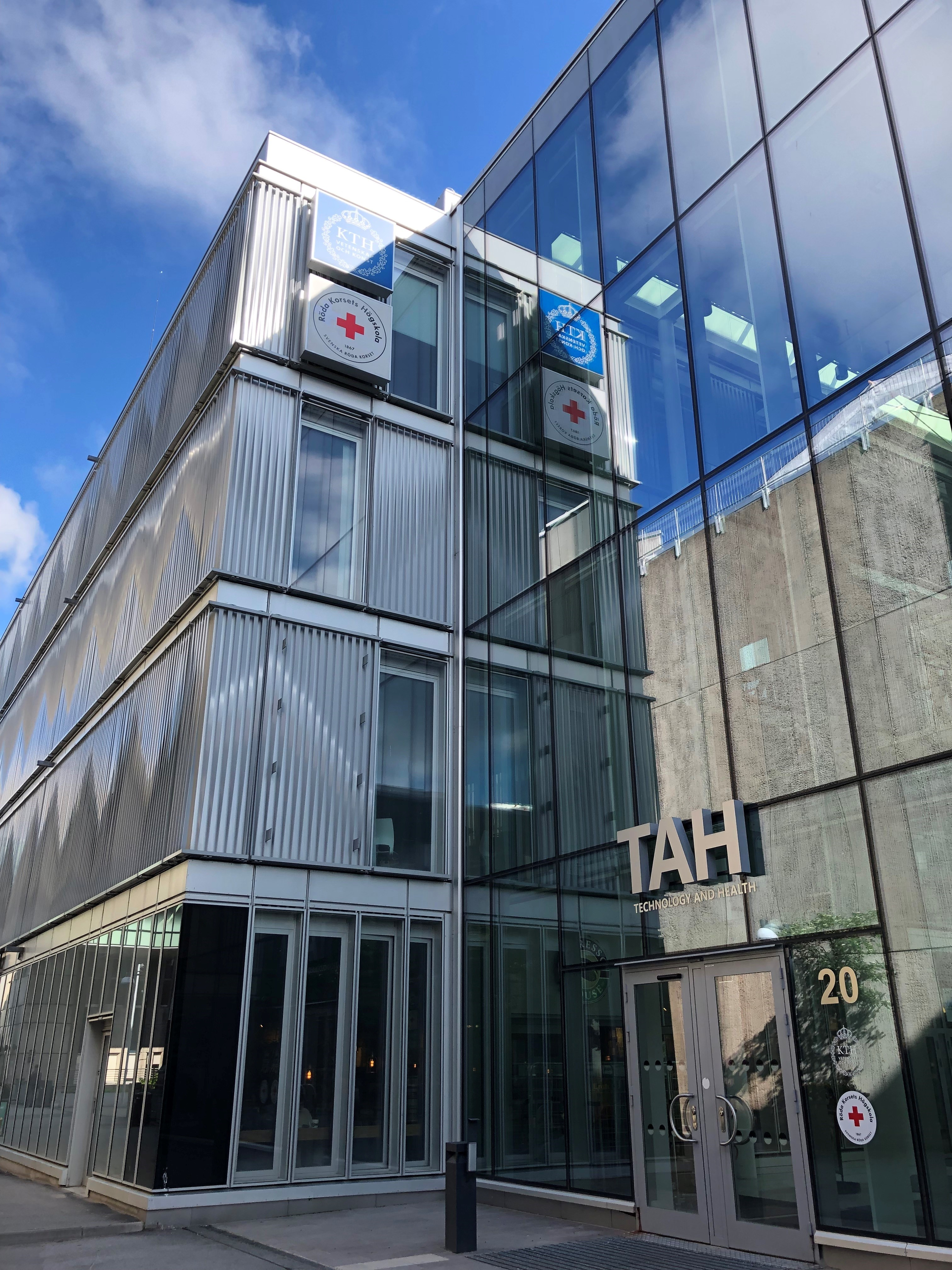
Röda Korsets Högskola på Campus Flemingsberg

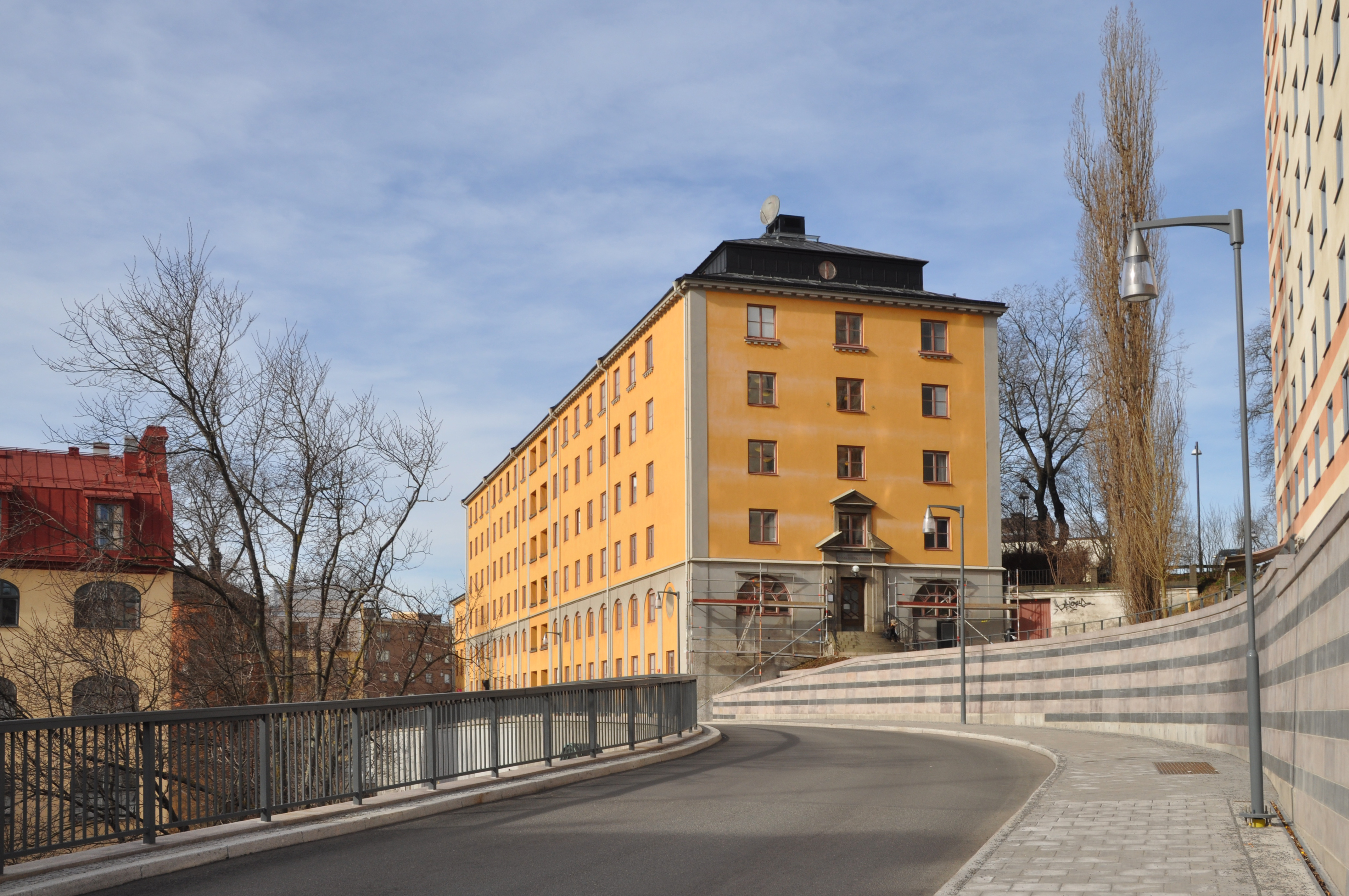
Tidigare sjuksköterskehemmet på Sabbatsberg

Röda Korsets Högskola, tidigare Röda korsets sjuksköterskeskola, är en svensk högskola. Den ligger på Campus Flemingsberg vid Karolinska universitetssjukhuset i Huddinge och bedriver utbildning och forskning inom global omvårdnad och global hälsa. Den är Sveriges äldsta sekulära sjuksköterskeutbildning och grundades 1867 av Emmy Rappe, som fått sin utbildning hos Florence Nightingale vid St. Thomas' Hospital i London. 
Utbildningen startade i Uppsala men 1881 flyttades den till Sabbatsbergs sjukhus i Stockholm. 1927 öppnade Röda Korsets elev- och sjuksköterskehem på Sabbatsbergs sjukhusområde och där fanns utbildningen kvar fram till 2004. Under många år bedrevs utbildningen som internat och bara kvinnor utbildades. Röda Korsets elevhem var beläget på Dalagatan 9-11.
De allra första rödakorssystrarna utbildades främst för att kunna ta hand om sårade i krig och redan 1897 sändes två svenska rödakorssystrar till kriget i Grekland. År 1912 skickades sedan den första Rödakors-ambulansen till Grekland.
Att utbilda rödakorssjuksköterskor i Sverige är en obruten tradition sedan närmare 150 år. Än idag utbildar Röda Korsets Högskola sjuksköterskor genom ett treårigt kandidatprogram men högskolan ger också olika specialist- och vidareutbildningar till redan färdiga sjuksköterskor som arbetar inom vård och omsorg, bland annat inom infektionssjukvård, intensivvård och psykiatrisk vård.
Cirka 850 studenter läser vid skolan som har omkring 80 anställda. Stiftelsen Röda Korshemmet bildades år 1915 och är sedan dess huvudman för Röda Korsets Högskola.
Sjuksköterskor utbildade på högskolan brukar benämnas rödakorssyster.